# Othon II d'Oldenbourg-Delmenhorst
Pour les articles homonymes, voir Othon II.
Othon II, mort le 2 février 1304, est un prince de la maison d'Oldenbourg.

## Biographie
Othon est le benjamin des fils du comte Jean Ier d'Oldenbourg. À la mort de son père, en 1270, il lui succède tout d'abord conjointement avec son frère aîné Christian III. Les deux frères s'accordent pour se partager leurs possessions vers 1278, et Othon conserve Delmenhorst et Hasbergen (de) avec les paroisses de Bardewisch, Berne, Ganderkesee, Holle, Schönemoor et Stuhr. En 1286, il fonde une collégiale à Delmenhorst.

## Mariage et descendance
Othon II et son épouse Oda ont deux fils, qui succèdent conjointement à leur père à la tête de la seigneurie de Delmenhorst : Jean (mort en 1347) et Christian (mort en 1355). La lignée issue d'Othon II gouverne Delmenhorst avec le titre de « comte d'Oldenbourg en Delmenhorst » jusqu'en 1436, après quoi ses domaines retournent à la branche principale de la maison d'Oldenbourg.